# Пнево (Кардымовский район)
Пнево — деревня в Смоленской области России, в Кардымовском районе. Население — 64 жителя (2015 год). Расположена в центральной части области в 12 км к востоку от Кардымова, в 3 км южнее автодороги Р134 «Старая Смоленская дорога» Смоленск — Дорогобуж — Вязьма — Зубцов. Входит в состав Соловьёвского сельского поселения.

## История
Известна как минимум с 1707 года (в селе была освящена деревянная церковь святой великомученицы Параскевы). В 1781 году Пнево – ямское село, 3 кузницы, питейный дом, постоялый двор у переправы через Днепр. В 1823 году построена новая церковь. Из списка населённых мест Смоленской губернии 1859 года: Пнево – казённая деревня при реке Патрица. 28 дворов, 275 жителей, сельское управление. В селе проводилась ярмарка. В 1904 году в селах Пнево и Пнева слобода Надвинской волости Духовщинского уезда 91 двор, 596 жителей, лавки, кузницы, 2 мельницы, маслобойня.
– казённая деревня на речке Патрице, 40 дворов, 151 мужчина, 170 женщин. Пнево – казённое село на р. Днепр, 28 дворов, 129 мужчин, 146 женщин, православная церковь, ярмарка и сельское управление.
```
По данным 1904 г. Пнево – деревня Надвинской волости Духовщинского уезда, 60 дворов, 214 мужчин, 256 женщин. Пнево-Слобода – 87 дворов, 265 мужчин, 304 женщины, красильное заведение и мельница. Пнево – село, 4 двора, 14 мужчин, 13 женщин, православная церковь, министерское училище, ярмарки: на 10-ю пятницу на Пасху, 8 июля и 28 октября; мелочная лавка, две кузницы, маслобойня.
```

```
В селе Пнево была церковь во имя Святой Великомученицы Параскевы Пятницы. Сначала деревянная из круглого бревна устроена была прихожанами и освящена при Митрополите Смоленском и Дорогобужском Сильвестре в январе 1707 г., стояла на высоком ровном и красивом месте в двух верстах от р. Днепр. В 1774 г. в церковном притче состояли два священника, дьякон и четыре причетника, в приходе числилось 200 дворов. В 1823 г. в Пневе была устроена новая церковь из перевезенной из села Никитье Ельнинского уезда.
```

```
В 1781 г. Пнево было ямским селом, здесь находился казённый питейный дом и три кузницы. В четырех верстах на большой дороге (Старая Смоленская дорога) постоялый двор (у переправы через Днепр), где продавались продукты, сено и овес. Ямщики деревень по Старой Смоленской дороге, кроме обычной их ямской должности, занимались хлебопашеством, рыбной ловлей, некоторые содержали пчел. Землю обрабатывали на себя.
```

```
В июле 1941 г. в Пневе был высажен крупный фашистский десант. А.Г. Зорин – бывший учитель Дубровской школы. В группу входили его жена Е.Г. Шаркина, Г.Г. Казакова, А.Н. Корнилов.
```

В июле 1941 года в деревне был высажен крупный фашистский десант. В 1942 году под руководством сельского учителя Зорина А.Г. в деревне была создана подпольная группа.

## Достопримечательности
- Братская могила членов подпольной группы Зорина А.Г.